# Papaya (Lied)
Papaya ist ein Fusion-Titel, der von der polnischen Sängerin Urszula Dudziak komponiert und 1976 im Disco-Genre ein Hit wurde. 2008 wurde ein Tanz, der auf dem gleichen Stück beruht, populär.
Dudziak spielte das Stück für ihr erstes Solo-Album 1975 in einem Arrangement von Michal Urbaniak unter Mitwirkung von Gerry Brown, Basil Fearrington, Harold Ivory Williams und Joe Caro ein. Die Schallplattenfirma Arista koppelte den Song mit dem elektronisch bearbeiteten Scat-Gesang aus der Fusion-LP Urszula aus und landete damit einen unvermuteten Hit. Das Stück hielt sich fünf Wochen in den Charts und schaffte es bis auf Platz 36.
Wie Ute Büchter-Römer in ihrer musikologischen Analyse gezeigt hat, wird dieser Erfolg aufgrund der rhythmischen Prägnanz der Melodie, ihrer Einfachheit (und der verwendeten Repetitionen seines A-Teils), der verwendeten Funk-Rhythmen und einer „Vielfalt im thematischen Bezugsrahmen“ erklärbar.
Ein Remix des Songs wurde in der philippinischen Fernsehshow Pilipinas, Game KNB? als Video gezeigt. Zu sehen darauf sind philippinische Soldaten, die beim Ertönen des Songs ihre Waffen wegwerfen und zum Rhythmus der Musik tanzen. Inzwischen ist das Video nicht nur in ganz Südostasien populär, sondern rund um die Welt gegangen und hat seinen Weg auch in US-amerikanische Shows wie Good Morning America gefunden, wo die Gäste beschwingt zur Musik von Papaya tanzen. Es hat inzwischen Kult-Status und wird Hunderttausendfach auf Videoportalen wie YouTube angeschaut. Papaya wird von der globalen Presse und Internet-Diensten mit Hits wie Lambada oder Macarena verglichen.